# Улица Джона Рида (Серпухов)
Улица Джона Рида — улица в центральной части города Серпухова Московской области. Улица названа в честь американского писателя и журналиста Джона Рида, который был сторонником социалистических идей.

## Описание
Улица берет свое начало от пересечения с улицей Лермонтова и 5-й Борисовской улицей и далее уходит в северо-западном направлении. Заканчивается улица на пересечении с Подольской улицей.
Улицу Джона Рида пересекают улица Ворошилова, Советская улица, улица Ракова, Российская улица, 1-й Широкий проезд, Авангардная улица и Подольская улица.
Нумерация домов начинается со стороны улицы Лермонтова и 5-й Борисовской улицы.
На всем своем протяжении улица Джона Рида является улицей с двусторонним движением, за исключением участка между улицей Ворошилова и Советской улицей.
Почтовый индекс улицы — 142203 и 142207.

## Примечательные здания и сооружения

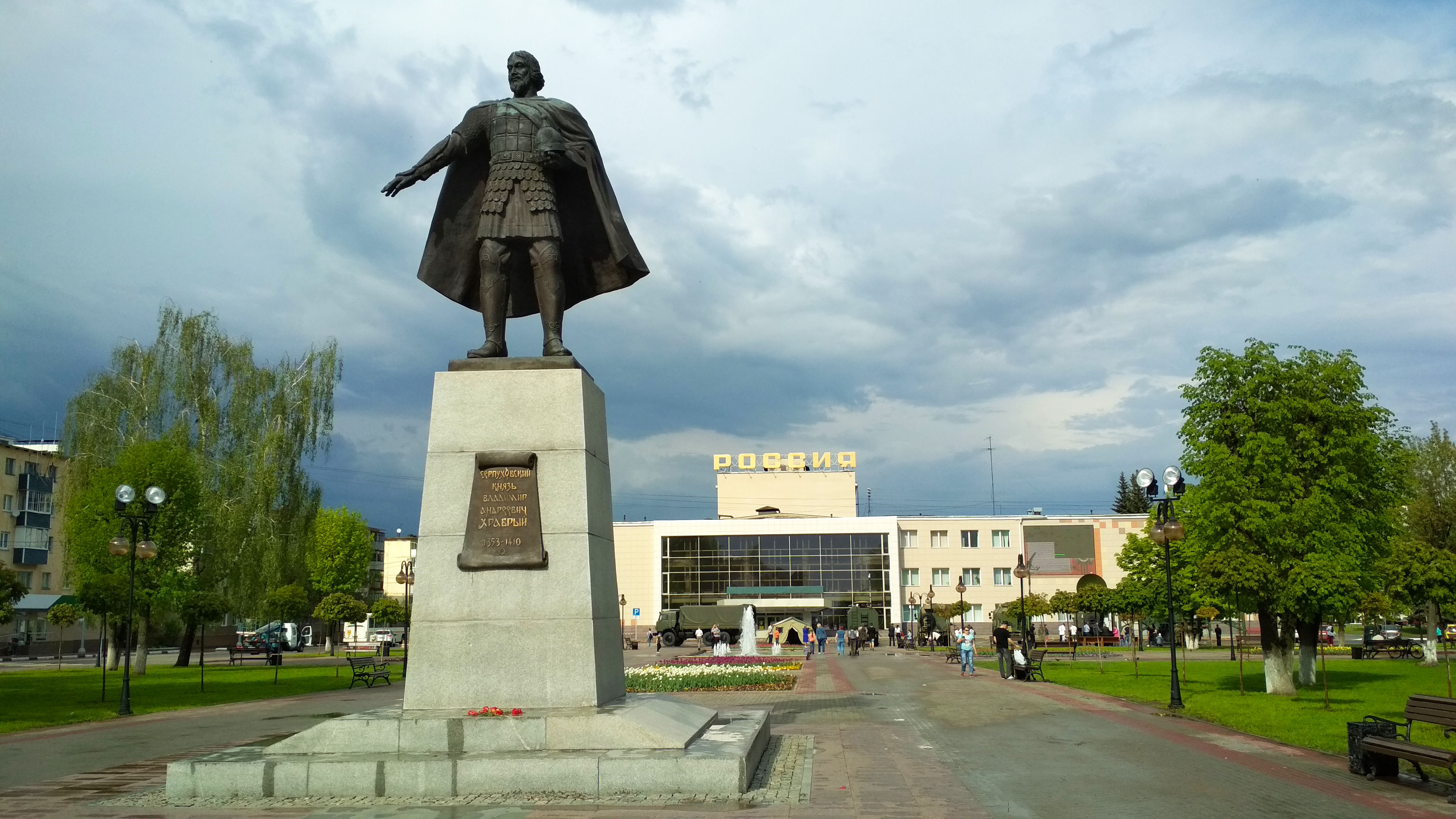
Памятник Владимиру Храброму

- Комсомольский парк культуры и отдыха — пересечение улицы Лермонтова, 5-й Борисовской улицы и улицы Джона Рида. Парк был основан в 1963 году, когда ученики одной из близлежащих школ высадили деревья. Позднее парк получил имя Комсомольский.[2]. В 2016-2017 годах парке были проведены работы по благоустройству и организации освещения.
- Межрайонная инспекция Федеральной налоговой службы России № 11 по Московской области — владение 7.
- Архитектурный комплекс площади Владимира Храброго с фонтаном.
- Памятник Владимиру Храброму на одноимённой площади. Памятник представляет из себя гранитный постамент с барельефами событий Куликовской битвы, на котором размещена фигура князя в боевых доспехах. Автором композиции является народный художник Российской Федерации Вячеслав Михайлович Клыков, а реализовал проект его сын Андрей Вячеславович Клыков[3]. Памятник был открыт в торжественной обстановке в 2009 году[4].
- Серпуховская городская центральная библиотека имени А. П. Чехова — владение 24[5].
- Бульвар вдоль улицы Ворошилова.
- Администрация городского округа Серпухов (отдел потребительского рынка) — Советская улица, владение 88.
- Муниципальное автономное учреждение культуры Дворец культуры «Россия» — Советская улица, владение 90.

## Транспорт
По улице Джона Рида не осуществляется движение городского общественного транспорта. Городские автобусные маршруты проходят вблизи улицы, пересекая ее по улице Ворошилова и Советской улице.